# نيك جونز (كرة سلة)
نيك جونز (بالإنجليزية: Nick Jones)‏ مواليد 28 مارس 1945، هو لاعب كرة سلة أمريكي معتزل. بدأ مسيرته الاحترافية في سنة 1967. تم اختياره من قبل فريق هيوستن روكتس خلال الدرافت. يبلغ طوله 6 قدم 2 بوصة (1.9 م). اعتزل اللعب في 1972. لعب مع غولدن ستايت ووريورز.

## روابط خارجية
- نيك جونز على موقع إن بي أي (الإنجليزية)
- نيك جونز على موقع سبورتس رفرنس (الإنجليزية)
- نيك جونز على موقع كلية كرة السلة في سبورتس رفرنس.كوم (الإنجليزية)
- نيك جونز على موقع ريلجم (الإنجليزية)
- نيك جونز على موقع بروبوليرز (الإنجليزية)